# Gossamer Folds
Gossamer Folds (engl. für „Gossamer entfaltet“, aber auch „hauchdünne Falten“ im Sinne von Rüschen) ist ein Filmdrama von Lisa Donato, das im August 2020 beim Bentonville Film Festival seine Premiere feierte.

## Handlung
Es ist 1986, und der 10-jährige Tate muss mit seinen Eltern Frannie und Billy von der Großstadt in eine Kleinstadt in der Nähe von Kansas City umziehen. Seine Eltern haben dies über seinen Kopf hinweg entschieden, um ihre Ehe zu retten, doch sie streiten weiterhin. Der Junge findet Trost bei dem pensionierten College-Professor und seiner Tochter Gossamer. Tates Vater hatte die neuen Nachbarn bereits von Anfang an im Auge und will nicht, dass sein Sohn Umgang mit der jungen trans Frau pflegt. Tate widersetzt sich jedoch dem Befehl seines Vaters mit Gossamer überhaupt zu sprechen. Die beiden freunden sich an. Während seine Mutter Frannie Brautkleider näht, verdient Gossamer ihr Geld als Näherin von Kleidern für Shows in Kansas City und verbringt viel Zeit zu Hause mit ihrem Vater Edward und ihrem Freund Jimbo.
Tate, der zwischenzeitlich bemerkt hat, dass es in dieser Gegend schwer ist, gleichaltrige Jungs als Freunde zu finden, hat es sich zum Hobby gemacht, neue Wörter zu lernen, weil er es nicht mag, wenn Andere, besonders Erwachsene, ihm diese zu erklären versuchen. Immer wieder schaut er in sein Wörterbuch, das er ständig mit sich herumträgt, oft mitten in einem Gespräch, um die Bedeutung von ihm unbekannten Begriffen in Erfahrung zu bringen. So findet der wissbegierige Junge auch heraus, warum sein Vater Gossamer abfällig als „faggot“ bezeichnet.
Als sich die Ehe weiter verschlechtert, zieht Billy aus und lässt Frannie alleine mit Tate zurück. Dies bringt die Mutter in eine schwierige Situation, denn ihre Chefin Phyllis, die Besitzerin eines Brautmodengeschäfts in dem Frannie arbeitet, fordert ihren vollen Einsatz. So bringt sie ihren Sohn häufig bei Gossamer und ihrem Vater unter.

## Produktion

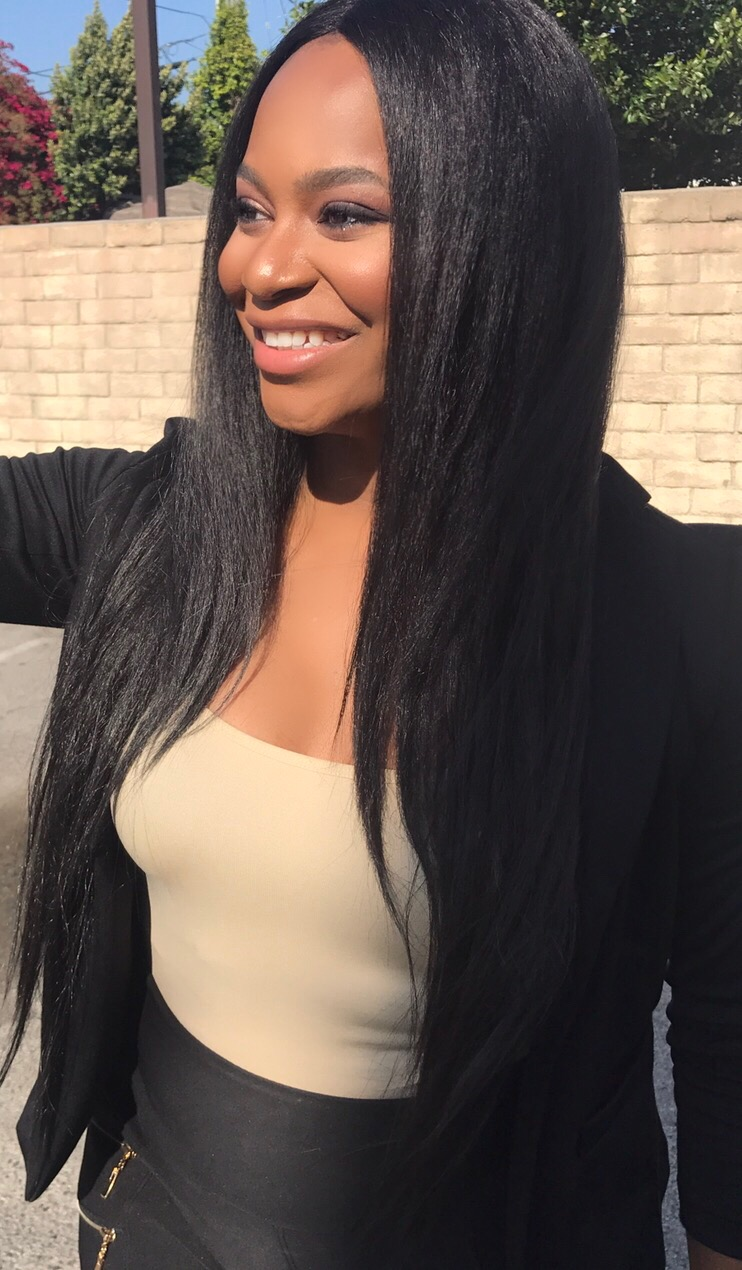
Die trans Schauspielerin Alexandra Jordan Grey

Regie führte Lisa Donato, das Drehbuch schrieb Bridget Flanery. Es handelt sich bei Gossamer Folds um Donatos Regiedebüt bei einem Spielfilm, während Flanery erstmals überhaupt ein Drehbuch schrieb.
Der Kinderdarsteller Jackson Robert Scott spielt in der Hauptrolle den 10-jährigen Tate. Alexandra Jordan Grey übernahm die Rolle von Gossamer. Die trans Schauspielerin wuchs in sieben verschiedenen Pflegeheimen auf und zog nach der High School nach Kalifornien, wo sie an der California State University in Northridge Theater studierte. Bald darauf begann ihre Karriere im Fernsehen. So war sie in Empire in der Rolle von Melody Barnes zu sehen, aber auch in How to Get Away with Murder und Die Einkreisung. Ihr Rollenname Gossamer steht im Englischen auch für ein leichtes, halbdurchsichtiges Gewebe wie Gaze oder auch Rüschen. 
Sprague Grayden und Shane West spielen Tates Eltern Frannie und Billy. Franklin Ojeda Smith spielt Gossamers Vater Edward, Ethan Suplee ihren Freund Jimbo. Brenda Currin spielt die Nachbarin Maybelle. Yeardley Smith, eine der Produzentinnen des Films, spielt Frannies Chefin Phyllis, Besitzerin eines Brautmodengeschäfts.
Die Dreharbeiten fanden etwas außerhalb von New Orleans in den Herbst 2018 hinein bis kurz vor Weihnachten statt. Hinter der Kamera stand Ava Benjamin Shorr.
Eine erste Vorstellung erfolgte Mitte August 2020 beim Bentonville Film Festival. Im März und April 2021 soll der Film beim Oxford Film Festival gezeigt werden.

## Rezeption

### Kritiken
James Kleinmann von The Queer Review hebt in seiner Kritik die natürliche Chemie zwischen Jackson Robert Scott und Alexandra Jordan Grey hervor, die angesichts des Altersunterschieds der beiden Schauspieler eine Freude sei und sich nie gezwungen anfühle. Ein Großteil der Anziehungskraft des Films beruhe auf Greys nuancierter und charismatischer Leistung als Gossamer und der Darstellung ihrer Freundschaft mit Tate. Das Trauma und die Herausforderungen, denen sie sich in ihrem Leben offensichtlich stellen muss, um ihr wahres Selbst zu sein, insbesondere in jener Zeit und an jenem Ort, blieben zwar für einen Großteil des Films unausgesprochen, doch die Schauspielerin vermittele die Geschichte ihres Charakters in jedem Bild. Kleinmann zitiert Gossamer in einer zentralen Szene: „Keiner von euch hat eine Ahnung, was ich täglich durchmachen muss nur um mein Leben zu leben, nur um ich selbst zu sein.“

### Auszeichnungen
Oxford Film Festival 2021
- Nominierung im LGBTQIA+ Feature Competition[5]

St. Louis International Film Festival 2021
- Auszeichnung als Bester Spielfilm mit dem Publikumspreis[7]